# Mellszobor
A mellszobor (francia eredetű szóval büszt)  az emberi testnek csak a felső részét ábrázoló szoboralkotás. Olyan emberábrázolás a szobrászatban, amely az ábrázolt alaknak hagyományosan csak a felső részét, melltől felfelé mutatja, csípőn felül elmetszve. Stílusa leggyakrabban realisztikus.
Jellegzetes anyaga a márvány vagy a bronz, ám készülhet fából is. 
Mellszobor készülhet talapzattal vagy anélkül.

## Története
Az ókortól napjainkig kedvelt formája a szobrászatnak. A mellszobor formája a római művészet korában keletkezett. 
Az ókori Egyiptomból maradt ránk Nofertiti portréja, amely az Amarna-kor fáraója, Ehnaton feleségének festett mészkő mellszobra. Manapság Berlinben, a Neues Museumban őrzik. Ez a büszt egy szobrásztanulmány Thotmesz, az egyik legrégebben élt, név szerint ismert szobrász amarnai műhelyéből. Valószínűleg azzal magyarázható, hogy miért hiányzik a szobor egyik szeme, mert a festményeken az egyiptomi művészet hagyományai szerint profilból ábrázolták az emberalakok arcát. Valószínű, hogy a művész élő modell után dolgozott.
Az Elchei nő az ibér művészet kiemelkedő alkotása. Az i. e. 6. század végére, illetve az 5. század elejére datálják. A kőből faragott mellszobor különleges hajdíszt viselő nőt ábrázol. A főkötő a homlokig ér, füleit kontyba csavart hajfonatok takarják. Jelenleg Madridban (Prado) őrzik az eredetit.
A görög mellszobrokat képviseli Periklész márvány mellszobra, rajta „Periklész, Xanthipposz fia, athéni” felirattal. A képen az i. e. 430 körüli eredeti görög szobor római másolata látható. Mivel Periklész is sztratégosz volt, több fennmaradt mellszobrán mindig sisakban ábrázolták.
A Capitoliumi Brutus néven ismert bronz büsztöt sokáig Lucius Iunius Brutus szoborképmásának vélték és az i. e. 4. század vége – 3. század eleje időszakára datálták. Ma a keletkezését ennél sokkal korábbi időszakra teszik. Kétséges az is, vajon tényleg Julius Caesar egyik gyilkosát ábrázolja-e a mellszobor, amelynek talpazatát utólag, a reneszánsz korban készítették.
Nagy Károly frank uralkodó 1350 körül aranyból készült hermáját az aacheni székesegyház kincstárában őrzik. (A herma ugyan fő célját tekintve ereklyetartó, ám formázása a mellszobor stílusát követi.)
A reneszánsz korában mellszborok már terrakottából is készültek; szép példája ennek Andrea del Verrocchio 1475–1478 között készített mellszobra Giuliano de’ Mediciről, amely ma Washingtonban, a National Gallery of Artban látható.
A reneszánszból a 17. századra kifejlődött barokk stílus korában számos mellszobor művészi tökéletességével tűnt ki. A kor meghatározó művészei közé tartozott az itáliai Giovanni Lorenzo Bernini vagy Alessandro Algardi.
1716-tól I. Péter orosz cár udvarában élt az olasz Carlo Bartolomeo Rastrelli, aki mesterien mintázta meg a cár és egyes főurak (pl. Mensikov) mellszobrát. 
A 18. században élt Franz Xaver Messerschmidt német származású osztrák szobrász uralkodók büsztjeit készítette el bronzból vagy ólomból. Máig is főleg a lelkiállapotot is kiválóan kifejező karakterfejeiről ismert, amelyek többnyire voltaképpen mellszobrok.
Ugyancsak a 18. század nagy alkotója volt a francia Jean-Antoine Houdon, akinek különösen Voltaire-ről készített büsztje nevezetes. 
A klasszicizmusból a romantikába átvezető korszak neves művésze volt a La Marseillaise alkotója, François Rude, aki számos mellszobrot is megformázott.
Bravúros anyagkezelés jellemzi a Lefátyolozott apáca néven ismert nőalak fejét ábrázoló márványszobrot, amely 1863 körül készült és 2014 óta a National Gallery of Artban látható, Washingtonban. (A művet korábban Giuseppe Croff milánói szobrásznak tulajdonították; ma hivatalosan ismeretlen művész alkotásának tartják. 
III. Napóleon francia császár korának reprezentatív szobrásza volt Rude nagytehetségű tanítványa, a főként a párizsi Opéra Garnier szoborcsoprtjairól ismert Jean-Baptiste Carpeaux, aki szakrális terrakotta mellszobrokat is alkotott, mint például az 1869–1870 között készült Mater Dolorosa.
A 20. század első negyedének kiváló impresszionista szobrásza volt a francia Émile Antoine Bourdelle, aki – többek között – Anatole France szoborportréját is elkészítette.

## Története Magyarországon
A középkorból fennmaradt néhány büszt alakú, magyar vonatkozású herma. A legnevezetesebb közülük Szent László hermája. 
A mellszobrok készítése a 19. században egyre jobban elterjedt. A század első felében Ferenczy István, a második felében Izsó Miklós voltak a legkiemelkedőbb alkotók. 
A 20. században a mellszobrok elsősorban reprezentációs, tiszteleti célokra készültek. Az emlékműszobrászat műfajaként a mellszobrok is gyakran visszafogott, konzervatív stílusúak. Ez tükrözi a megrendelők, mecénások ízlését is. Alkalmanként így is készülnek eredeti, formabontó alkotások, mint pl. Liszt Ferenc mellszobra.

## Történeti fejlődése képekben

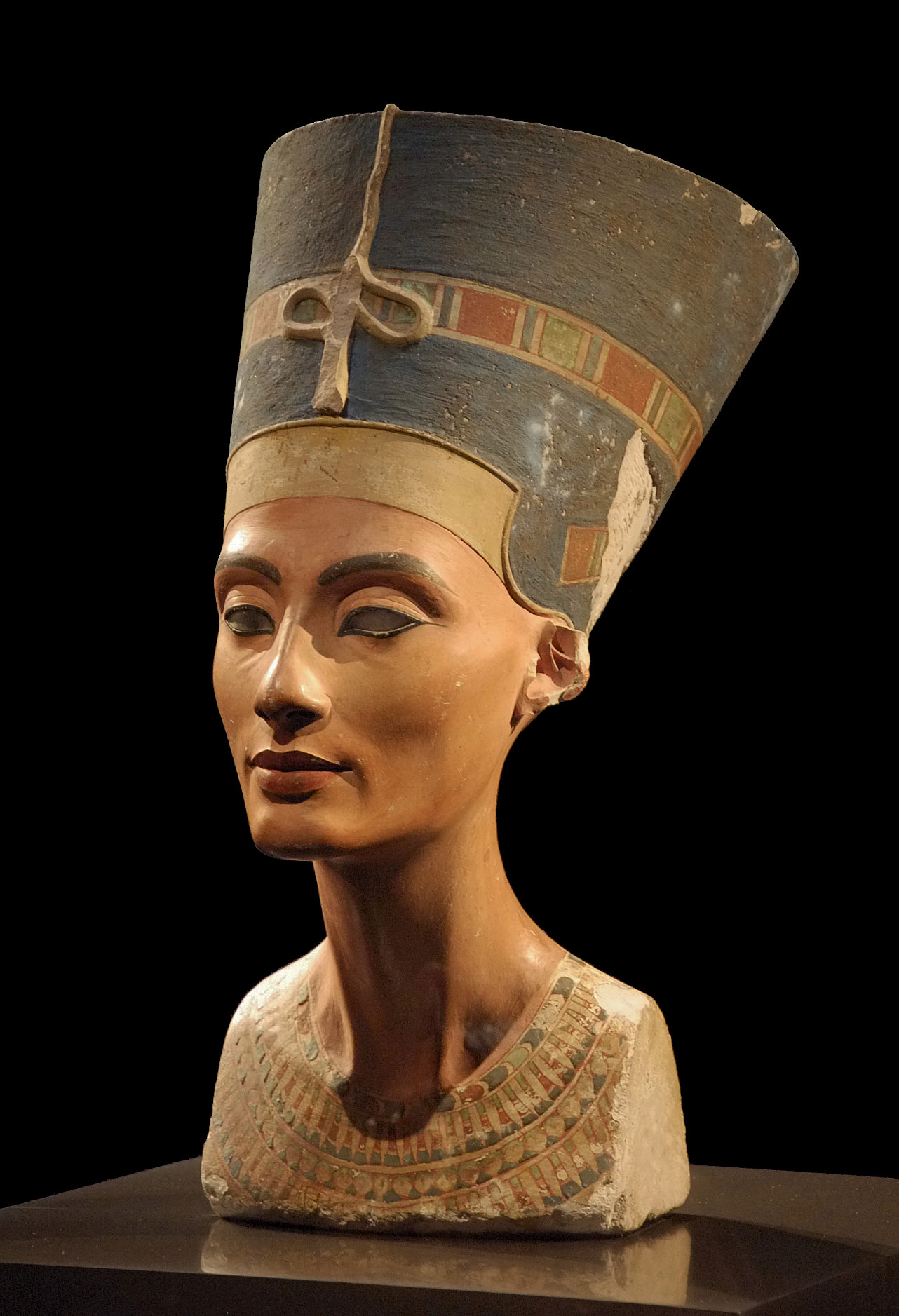
Nofertiti portréja, mészkő, Kr.e. kb. 1345
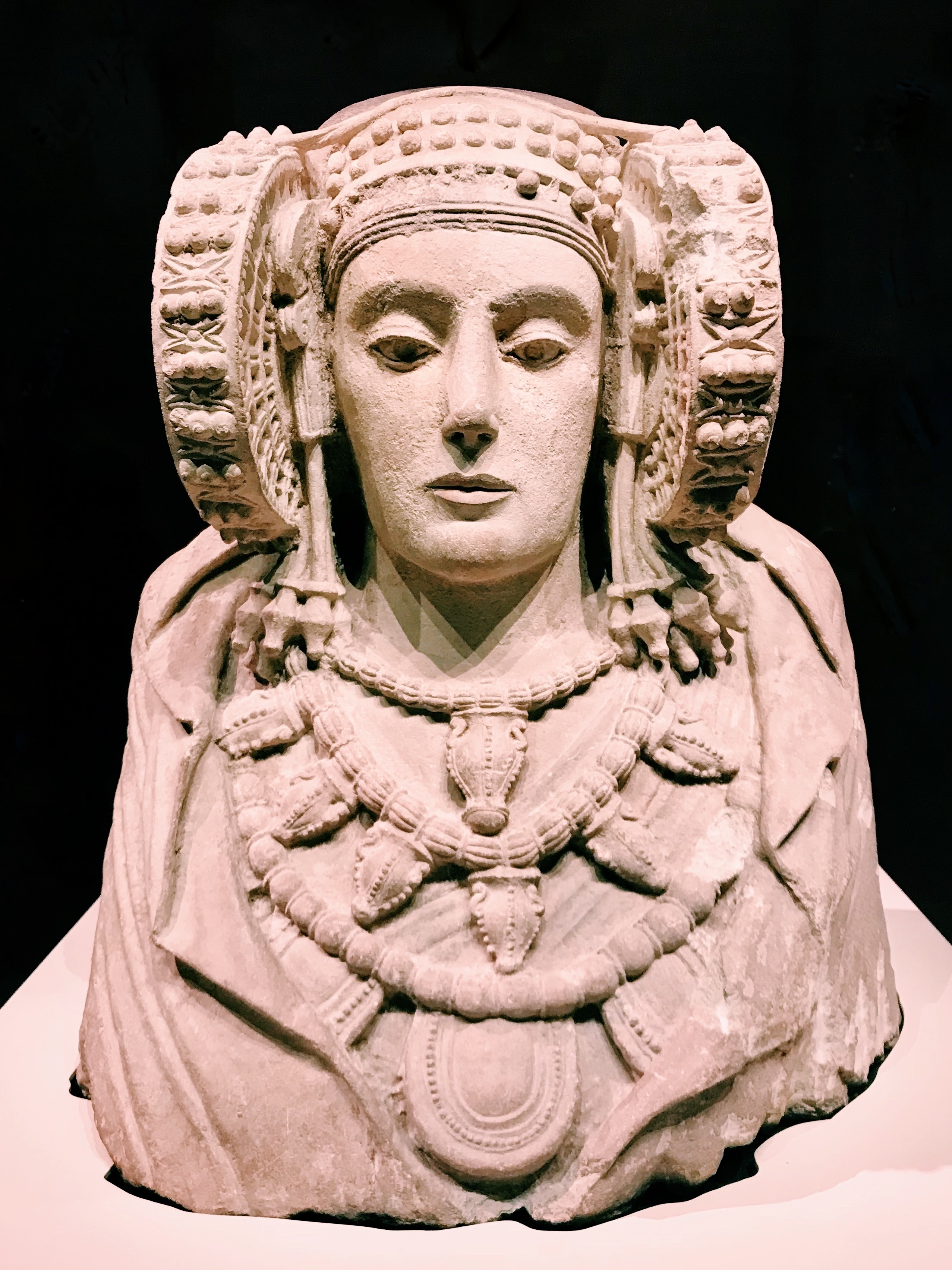
Elchei nő (mészkő, Kr. e. 4. század
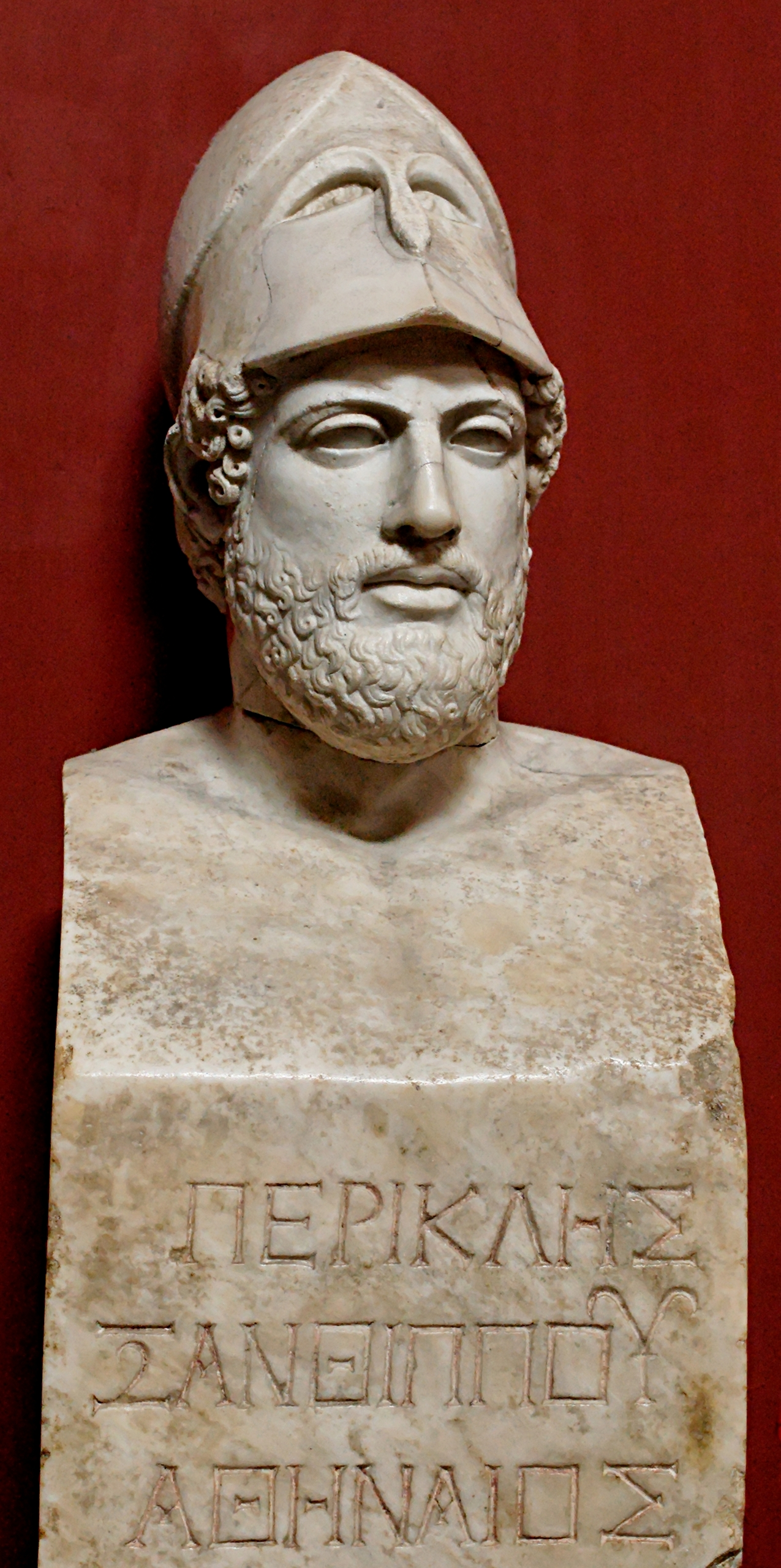
Periklész mellszobra, márvány, kb. Kr. e. 430.
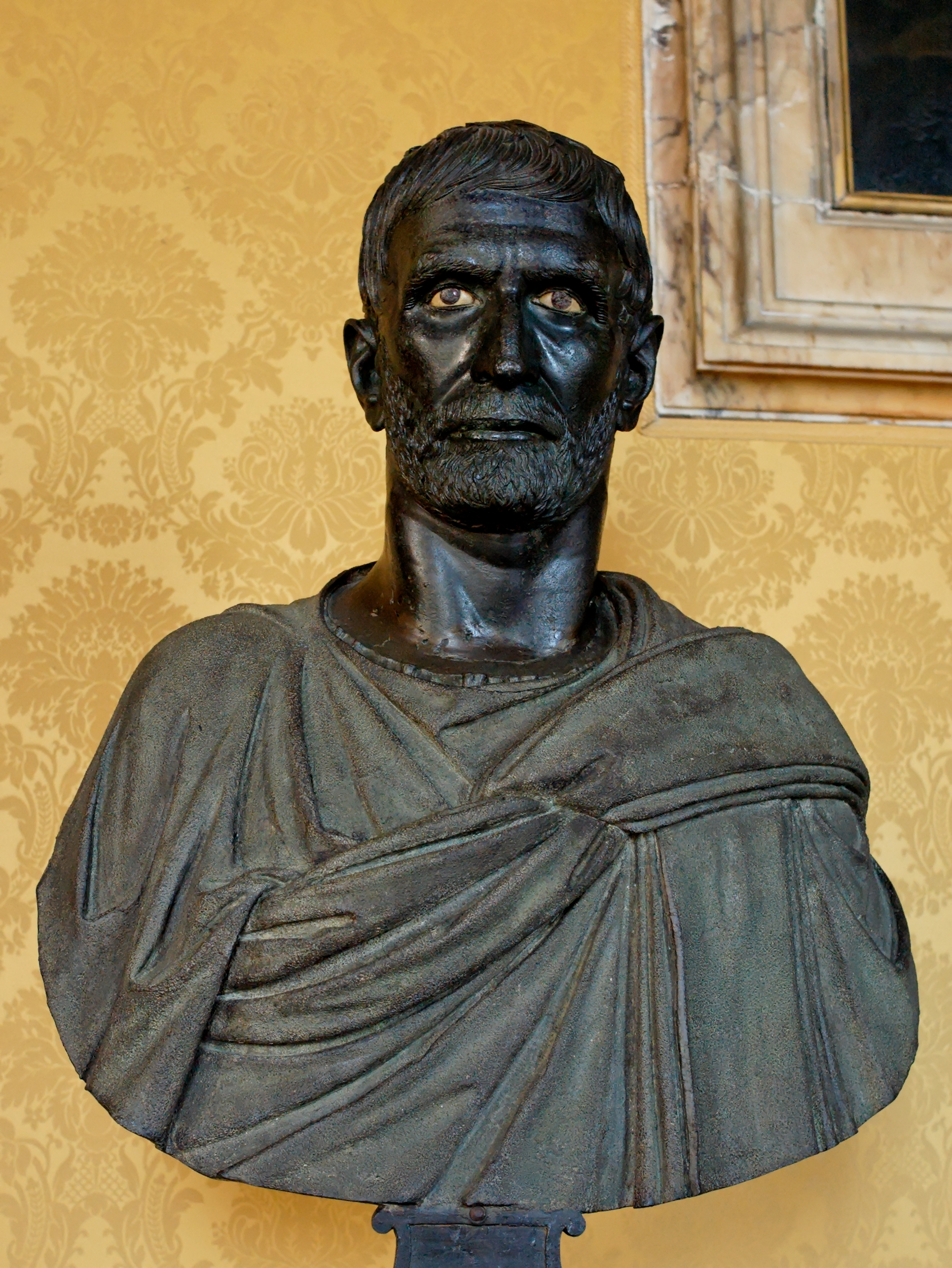
A Capitoliumi Brutus – büszt a római Capitoliumi Múzeumban
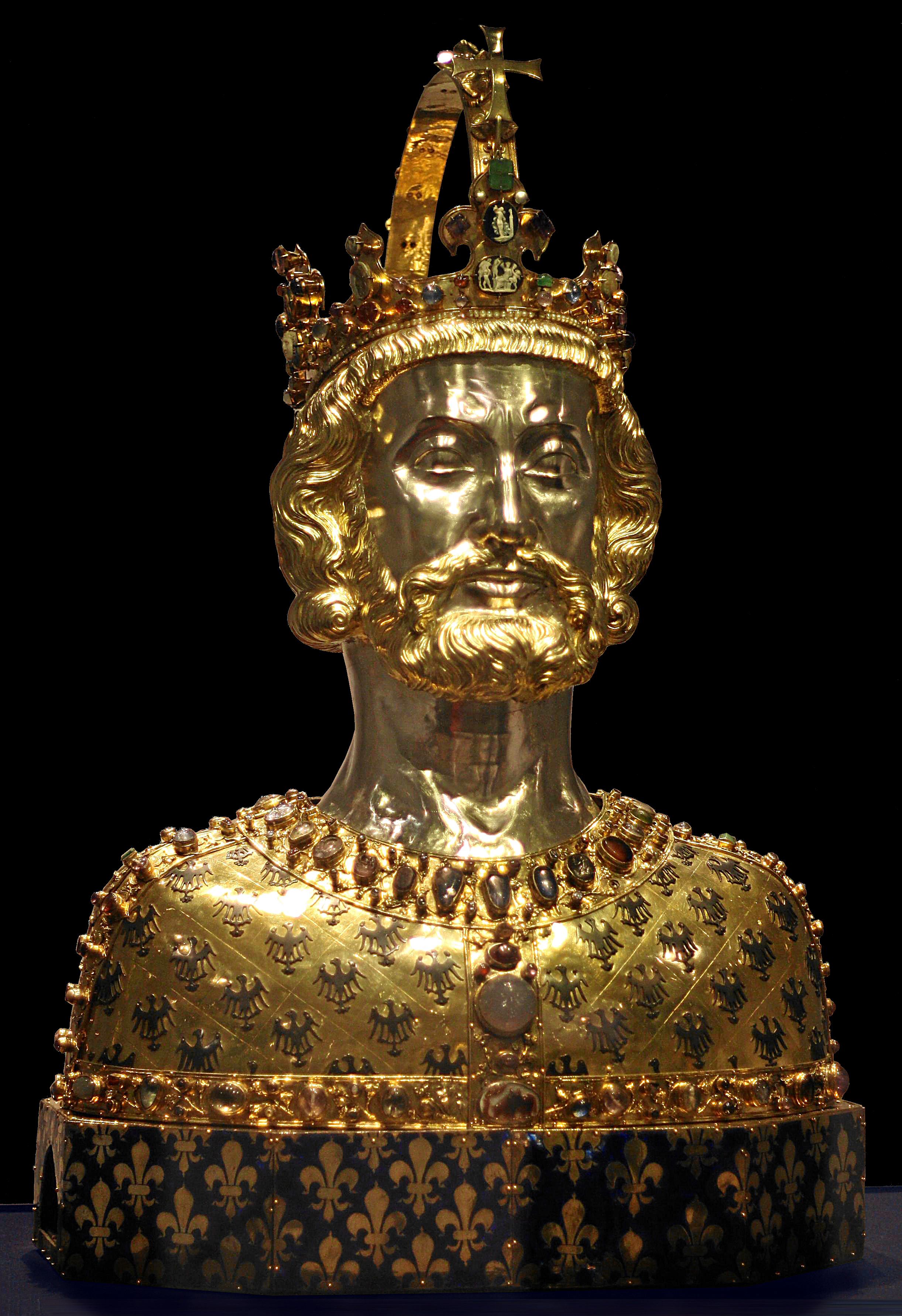
Nagy Károly hermája (arany, az aacheni székesegyház kincstárában, kb. 1350)
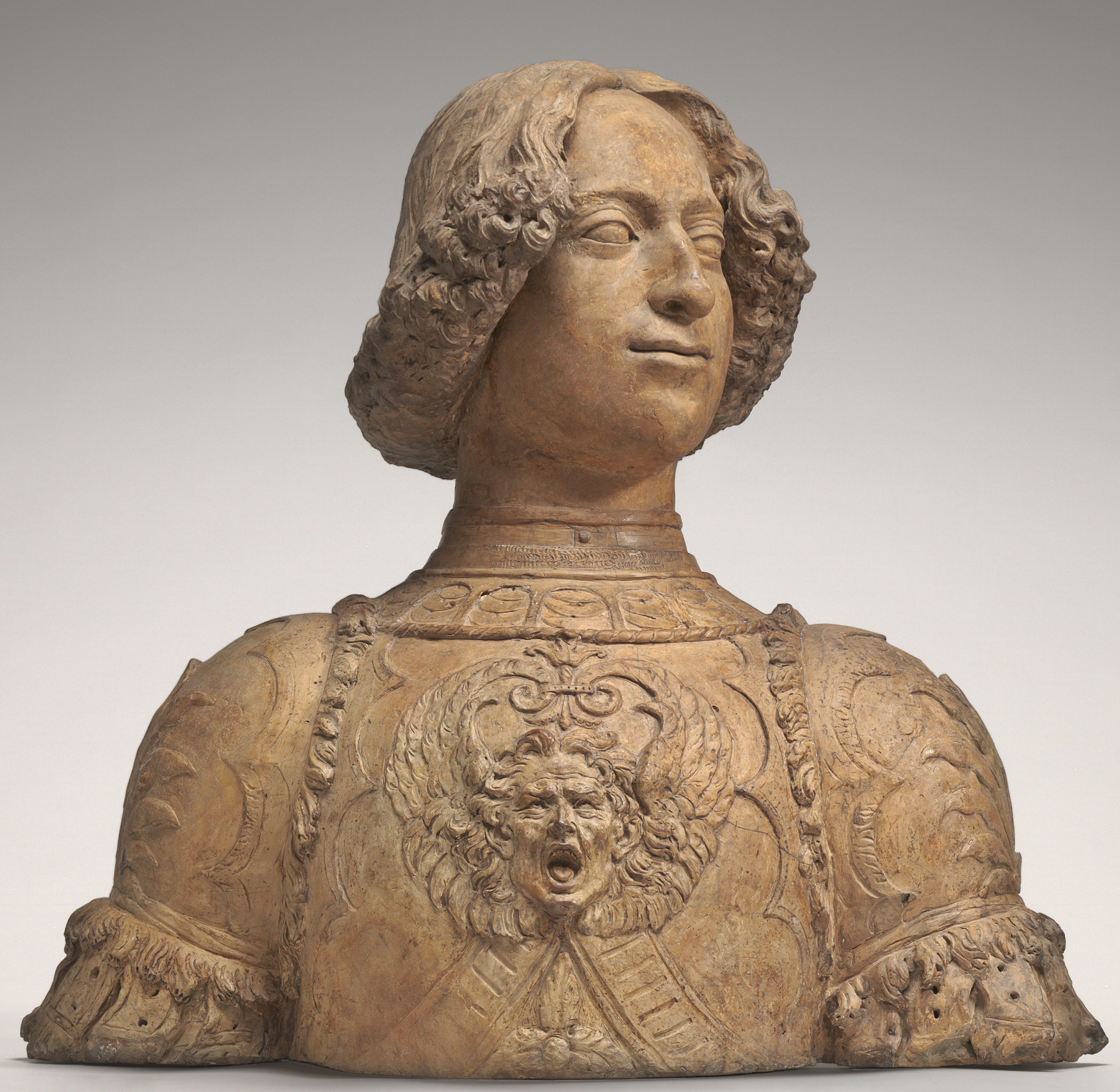
Andrea del Verrocchio : Giuliano de' Medici(terrakotta, 1475–85)
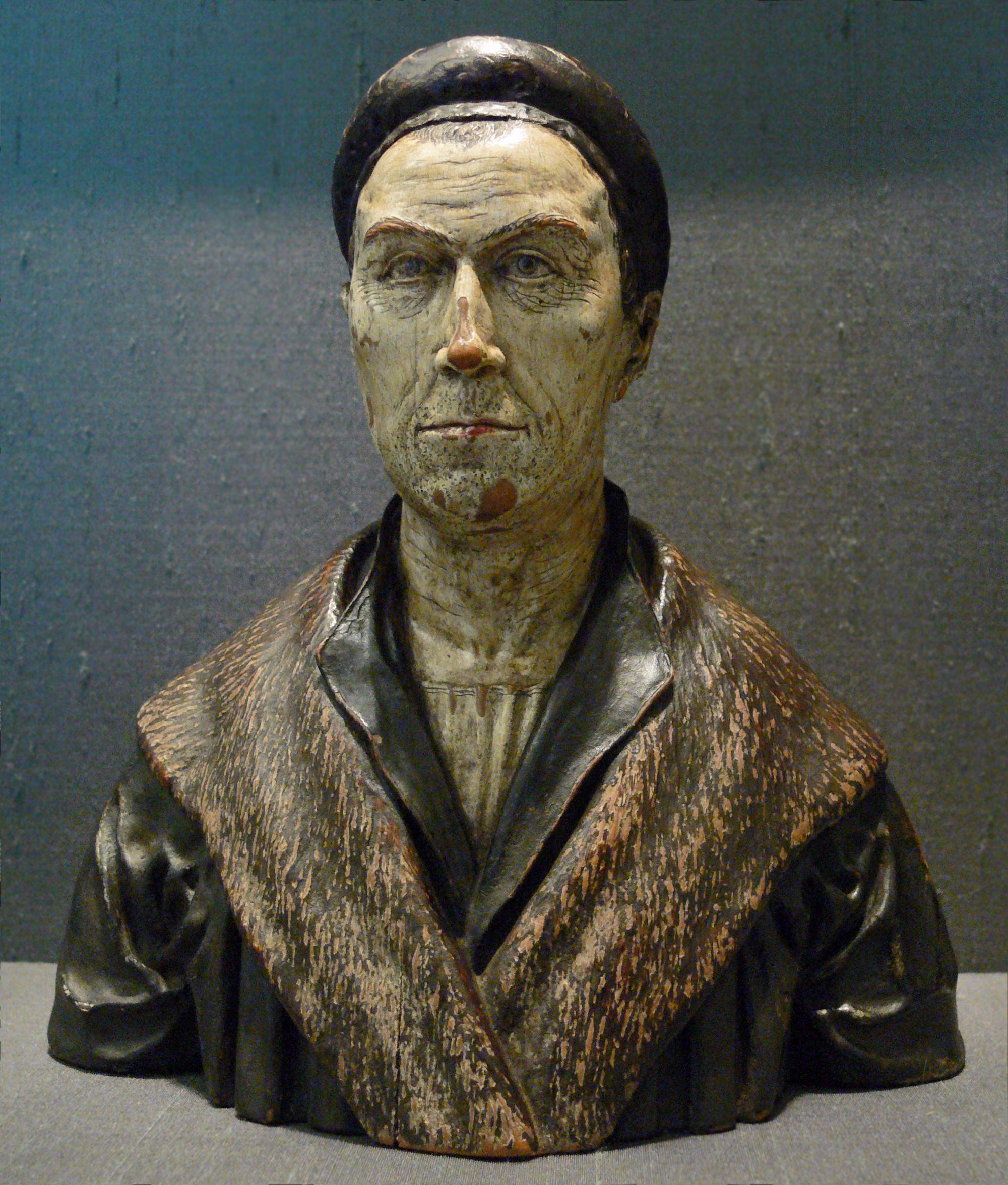
Conrad Meit: Jakob Fugger mellszobra (polikróm fa, kb. 1515)
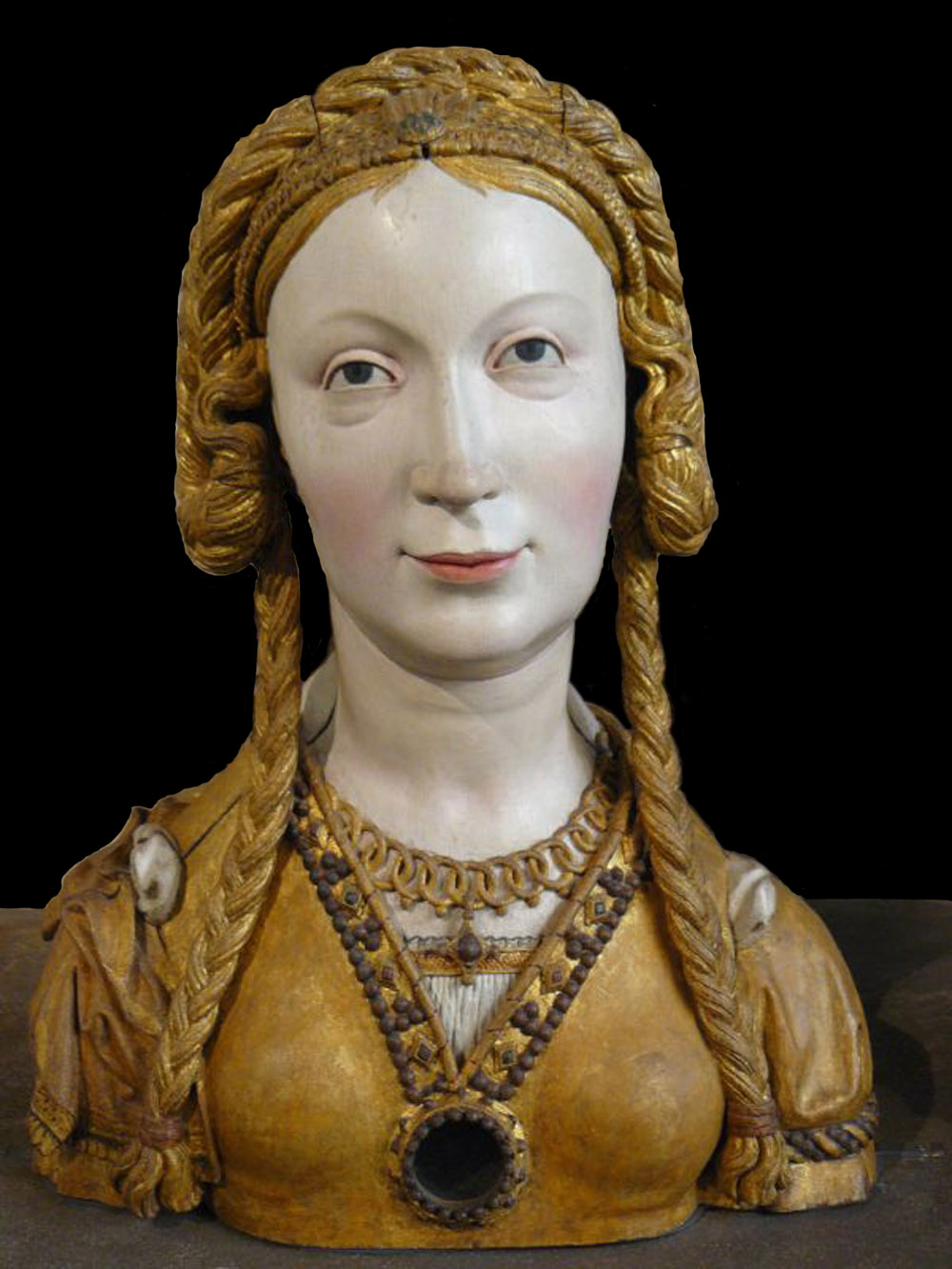
Egy szent hermája (festett tölgyfa, 1520–30)
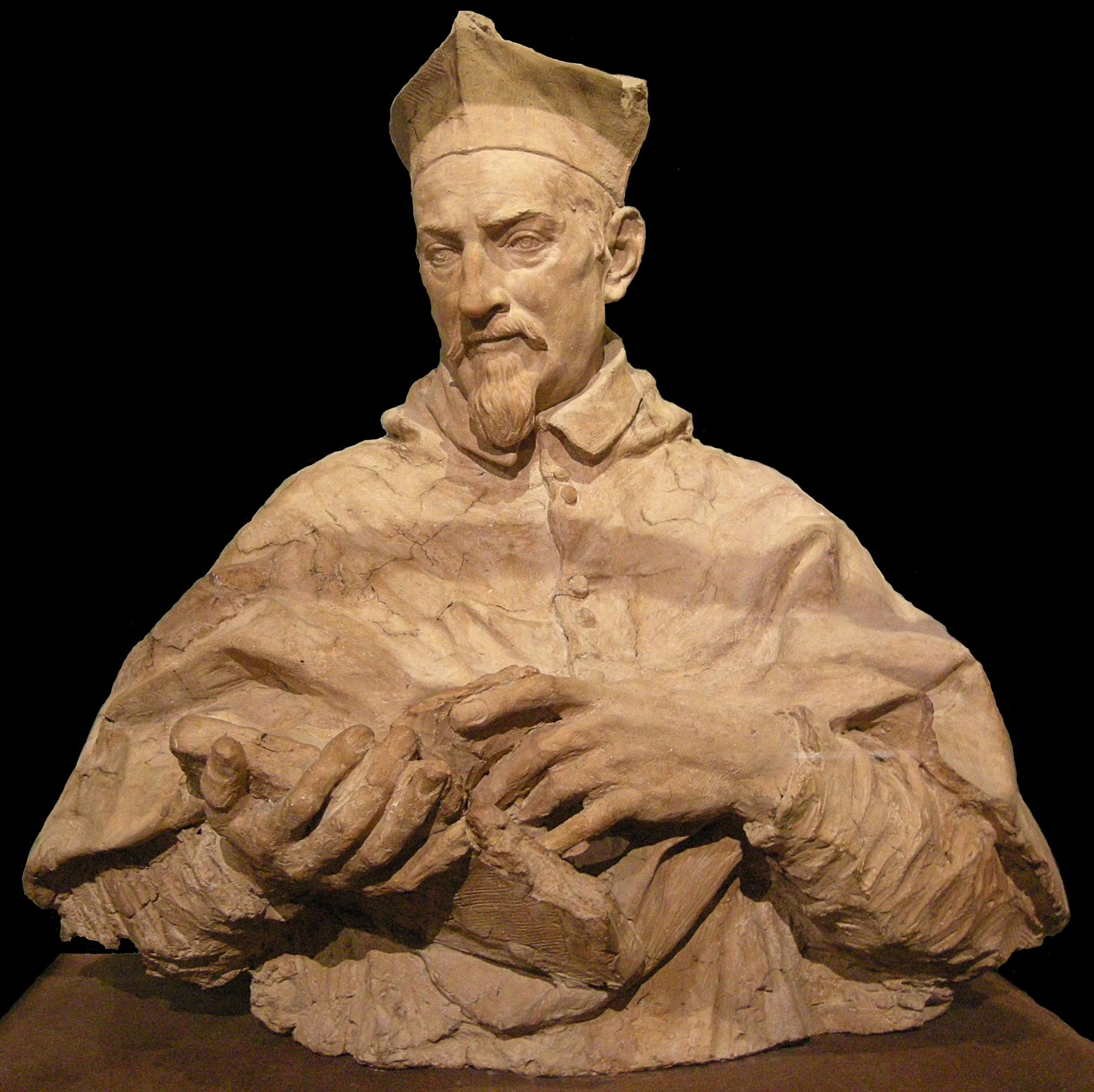
Alessandro Algardi: Paolo Emilio Zacchia kardinális mellszobrának modellje (terrakotta, 1650 körül)
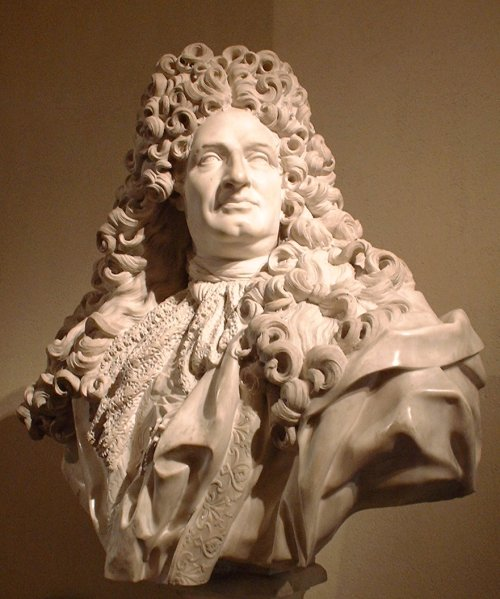
Jean-Louis Lemoyne: Jules Hardouin-Mansart mellszobra (márvány, 1703)
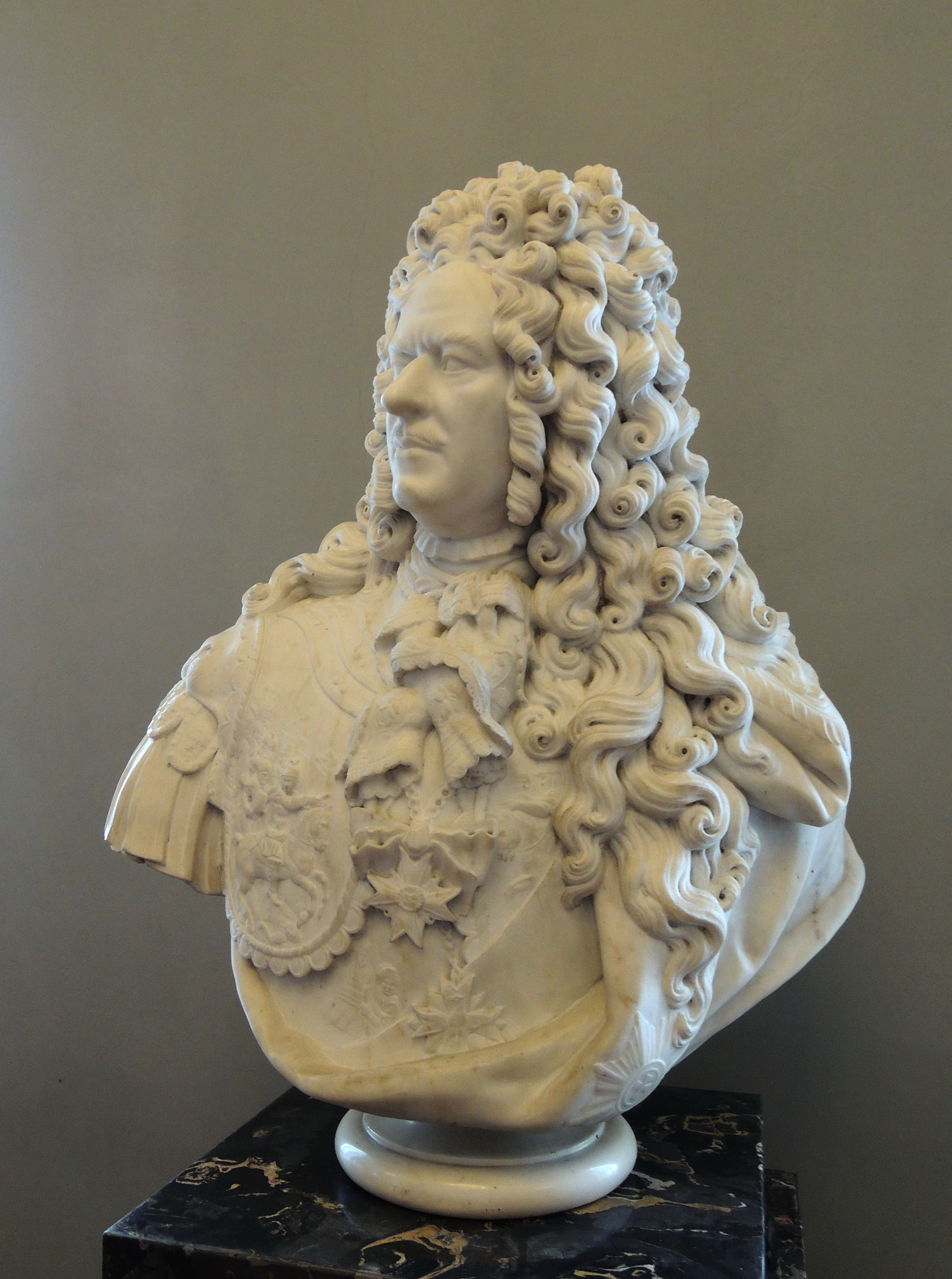
Carlo Bartolomeo Rastrelli: Alekszander Danyilovics Mensikov mellszobra (1717)
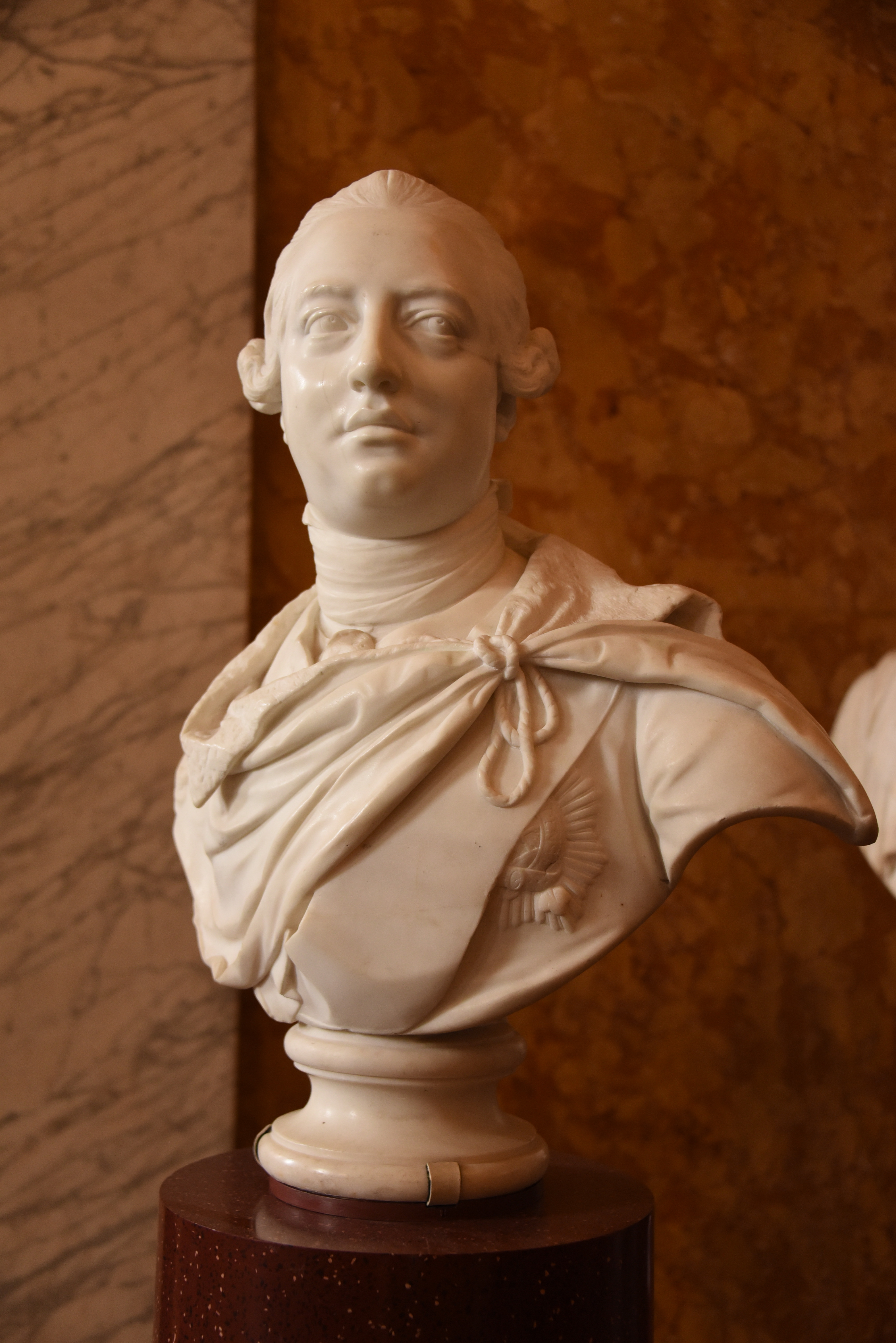
III. György brit király (1767 körül)
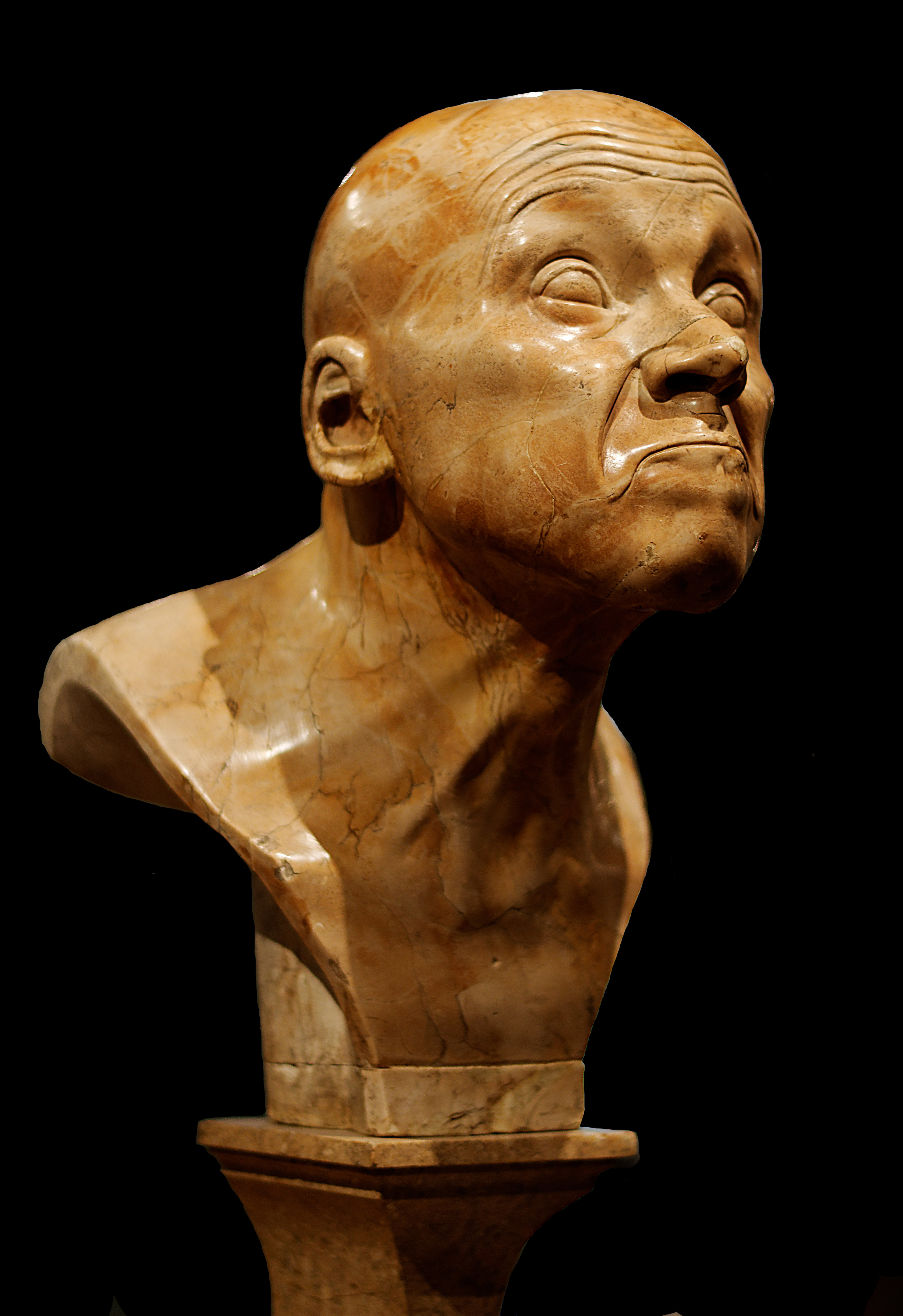
Franz Xaver Messerschmidt kilencedik karakterfeje (alabástrom, 1770 után)
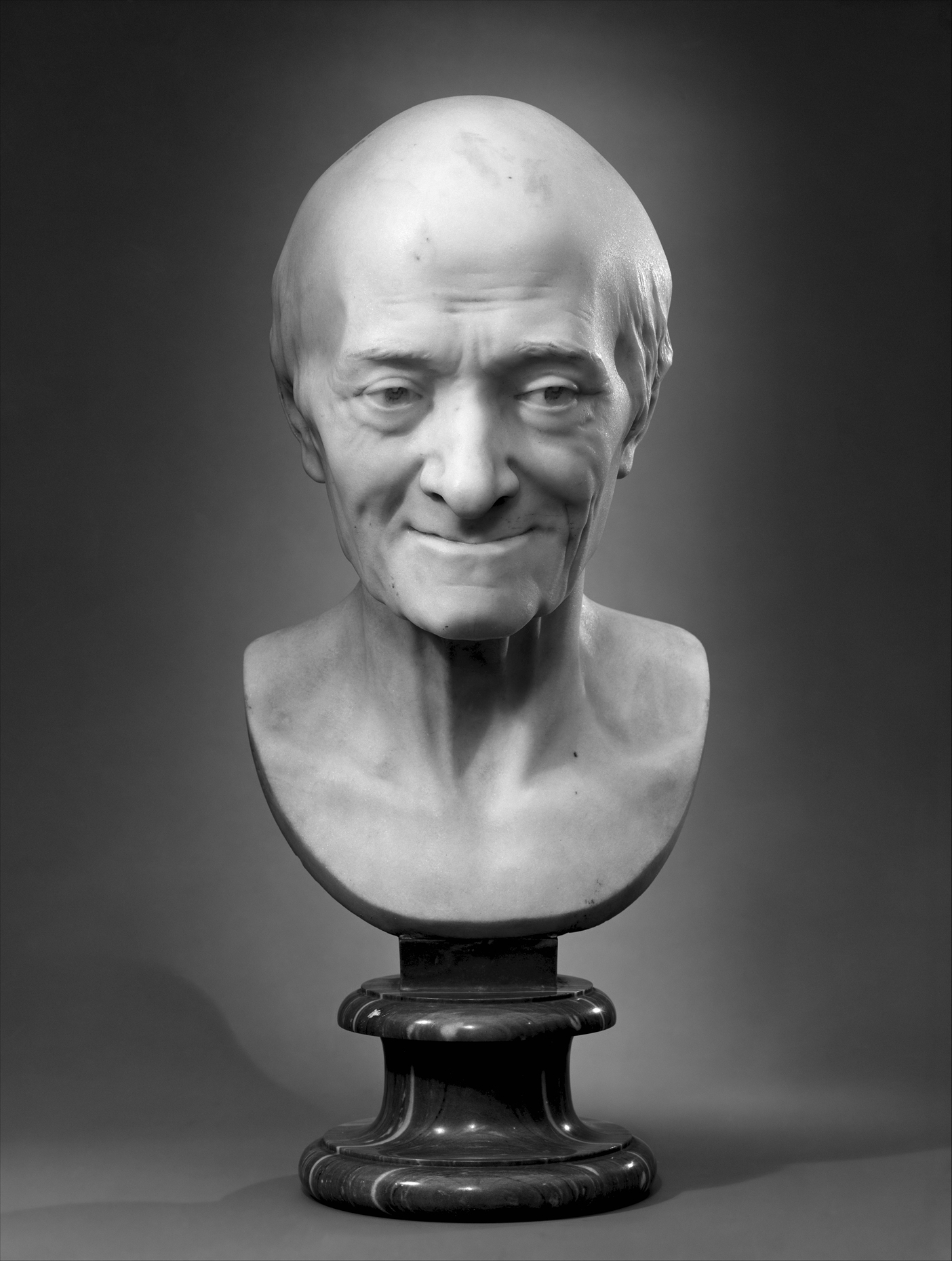
Jean-Antoine Houdon: Voltaire büsztje
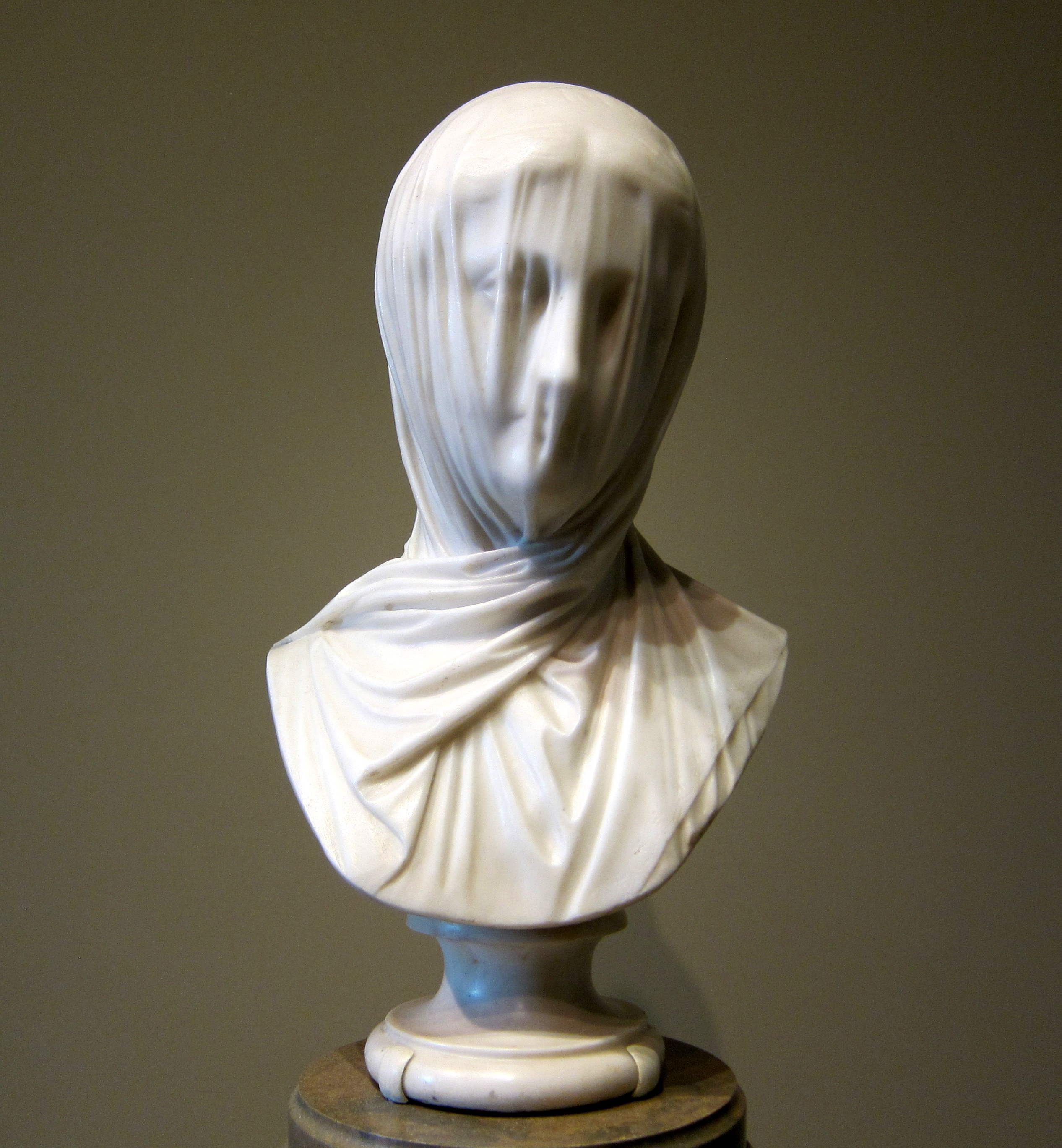
Lefátyolozott apáca (márvány, 1863 körül)
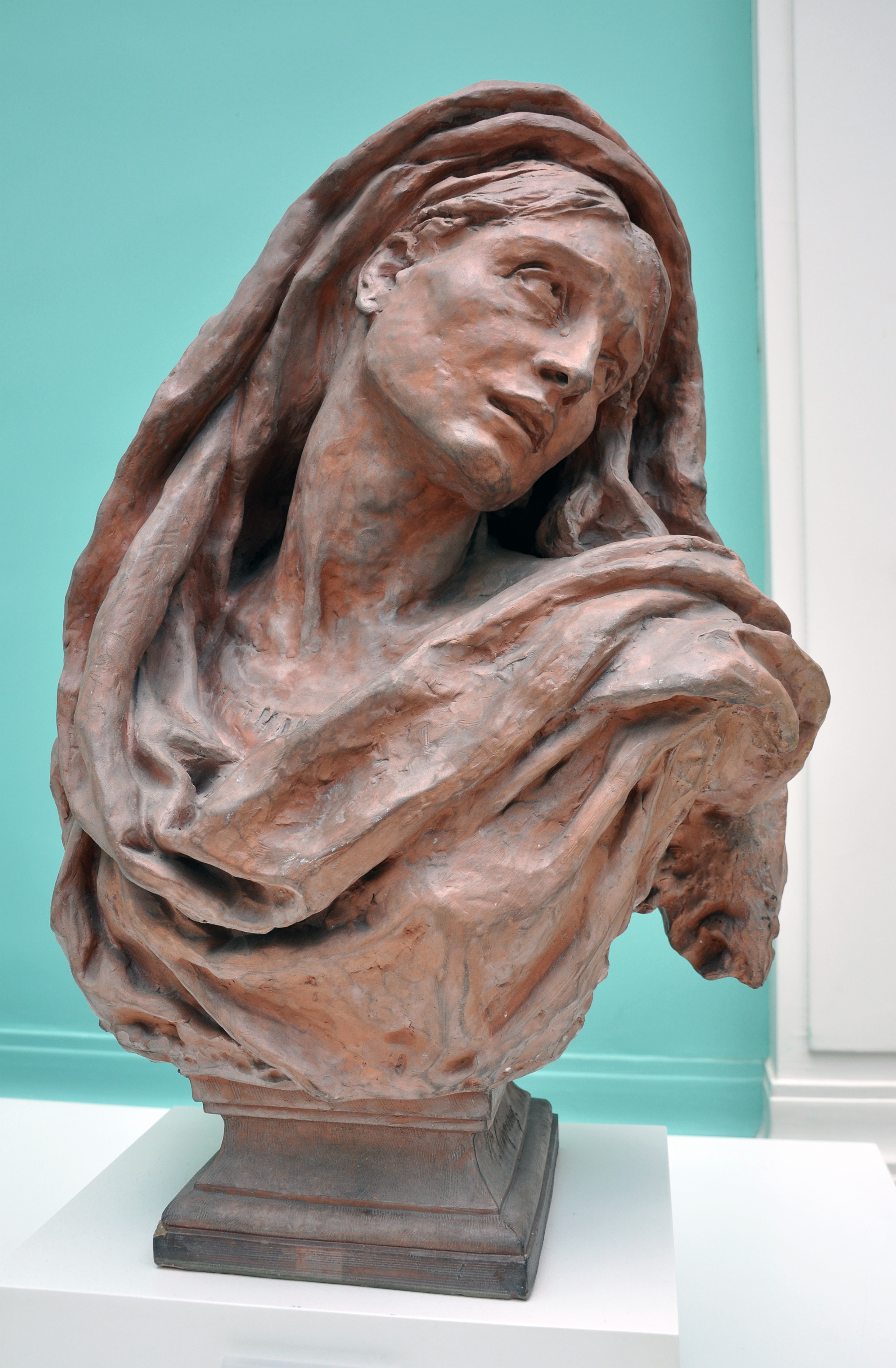
Jean-Baptiste Carpeaux: Mater Dolorosa (terrakotta, 1869–70)
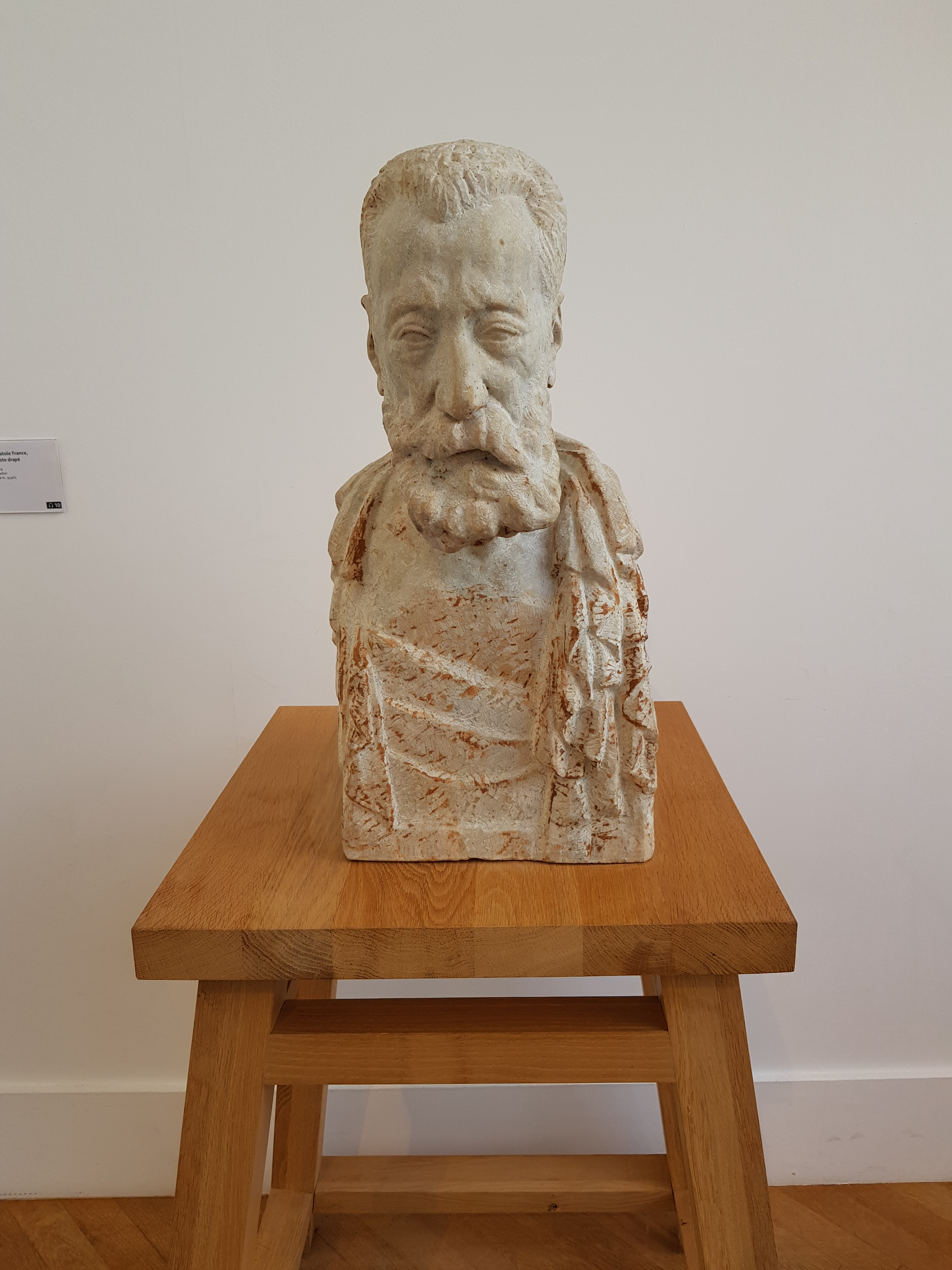
Bourdelle: Anatole France mellszobra
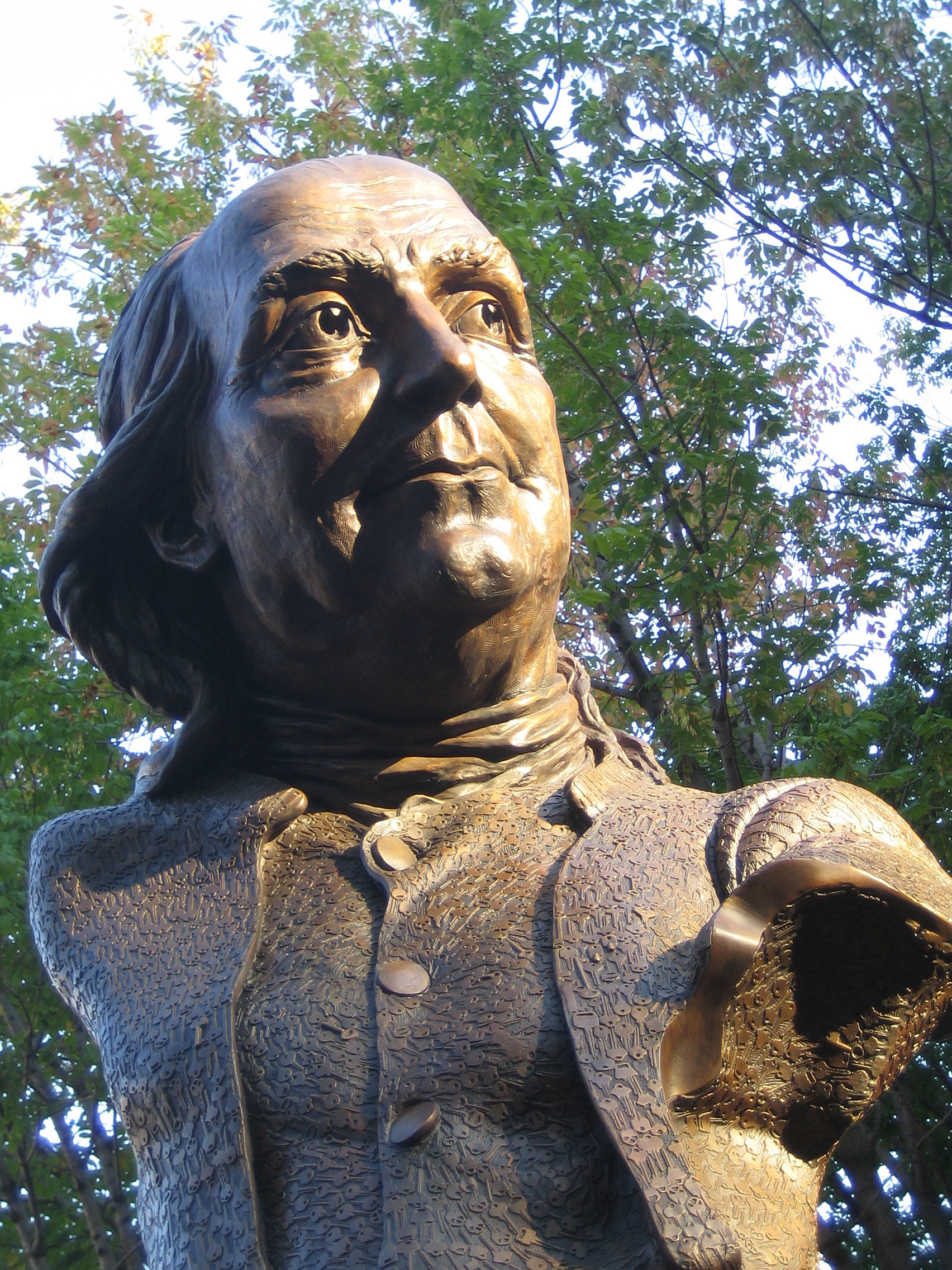
James Peniston : Benjamin Franklin 9 láb magas mellszobra (2007)

## Magyarországi mellszobrok galériája

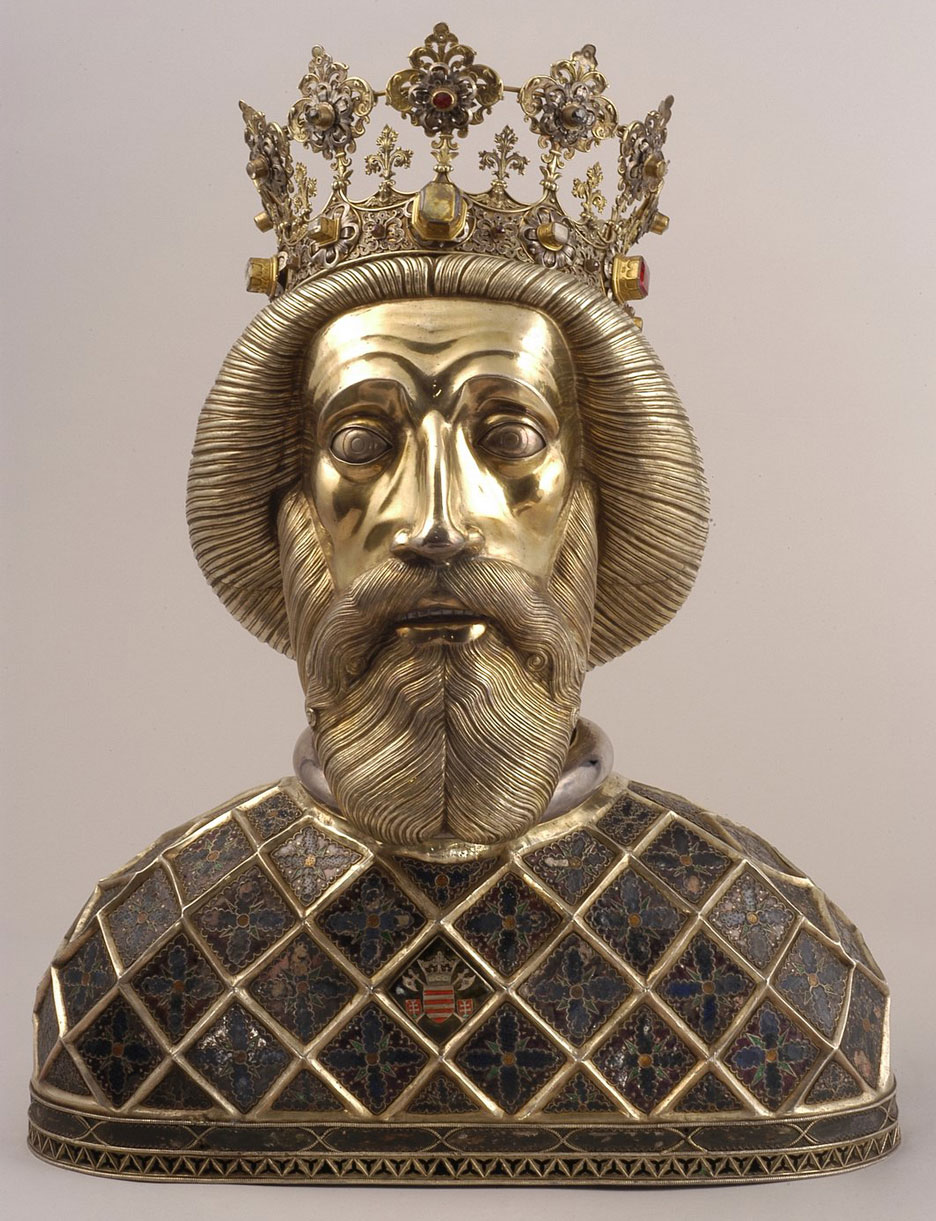
Szent László hermája
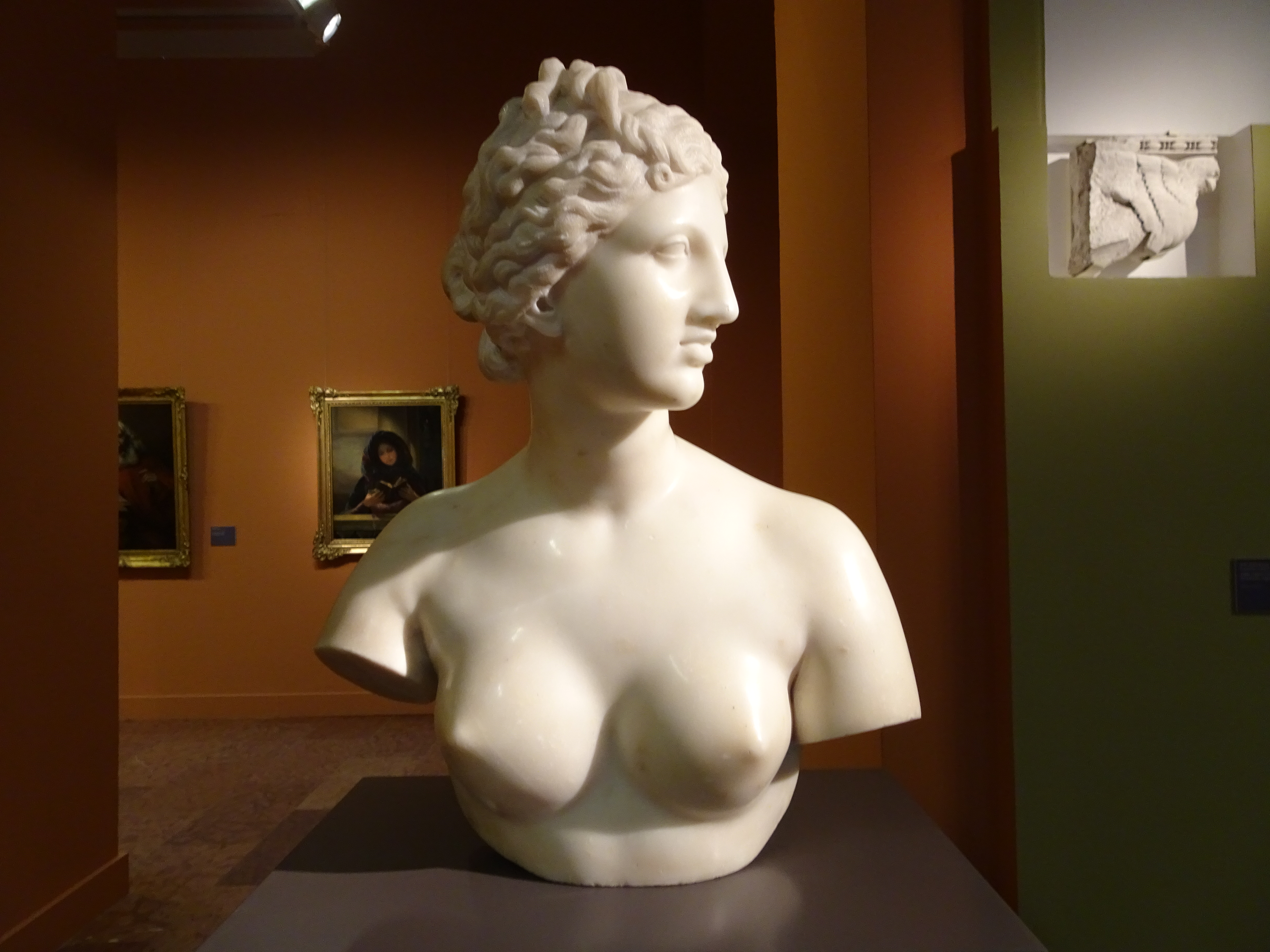
Ferenczy István: A Medici Venus büsztje, 1822 után
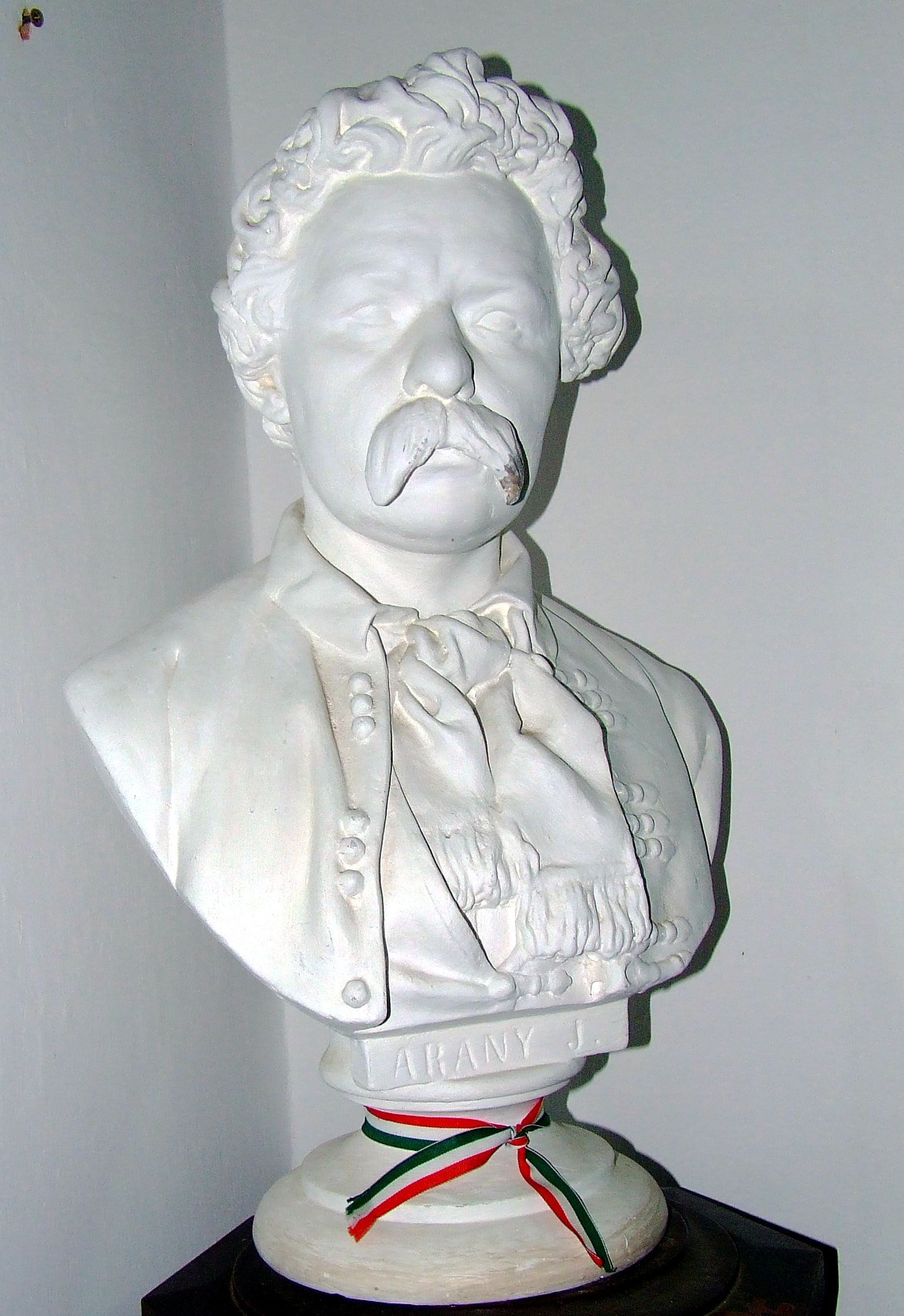
Izsó Miklós: Arany János mellszobra (1873)
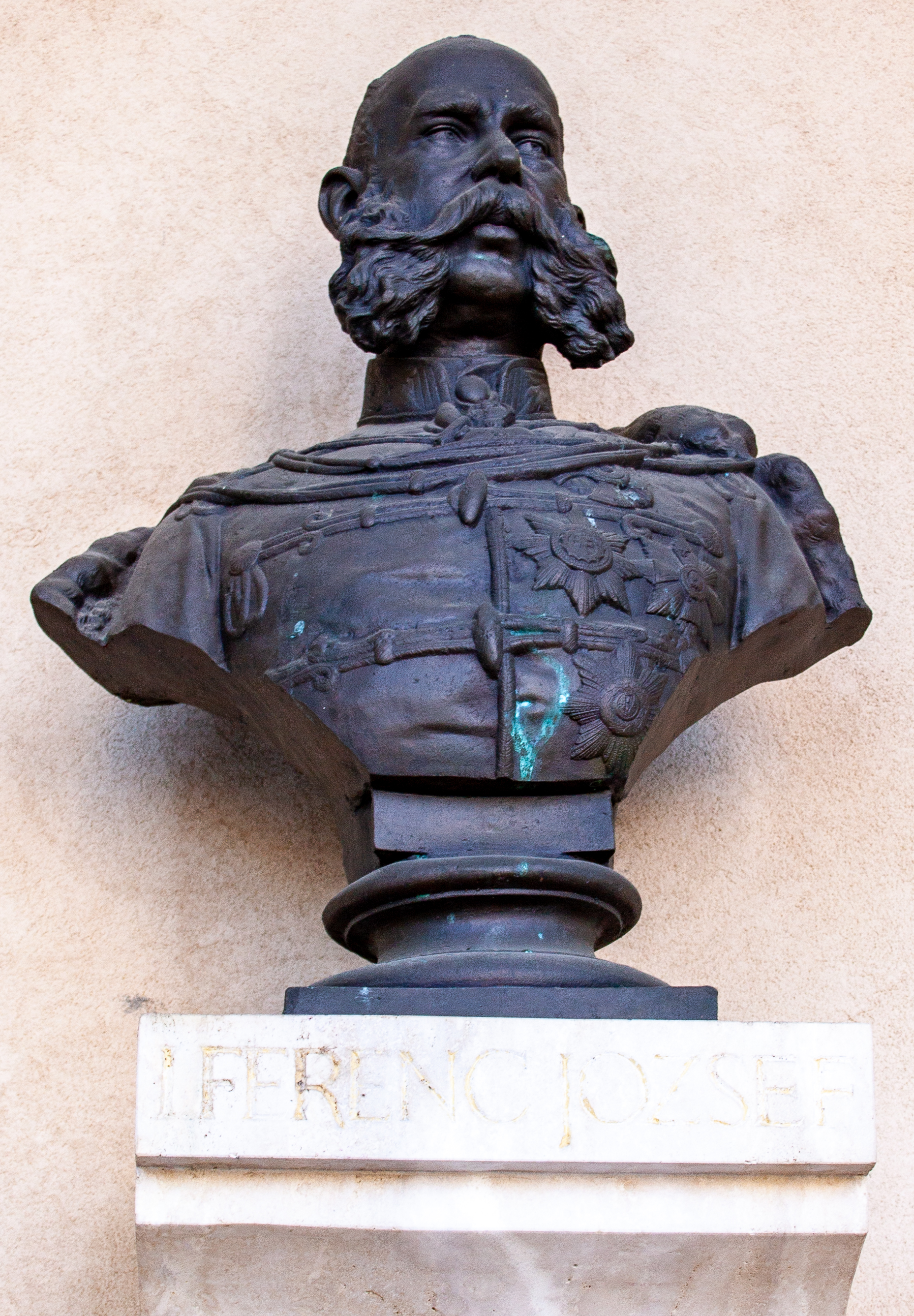
Ferenc József büsztje, Pantheon, Szeged
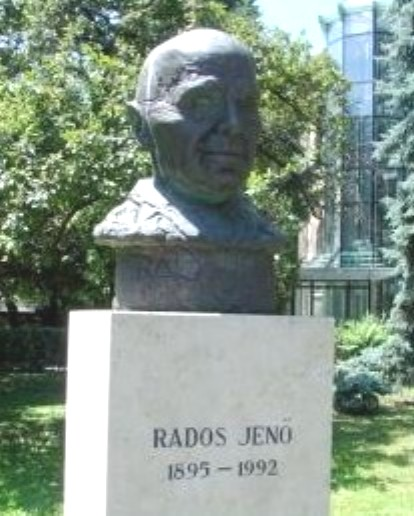
Rados Jenő mellszobra
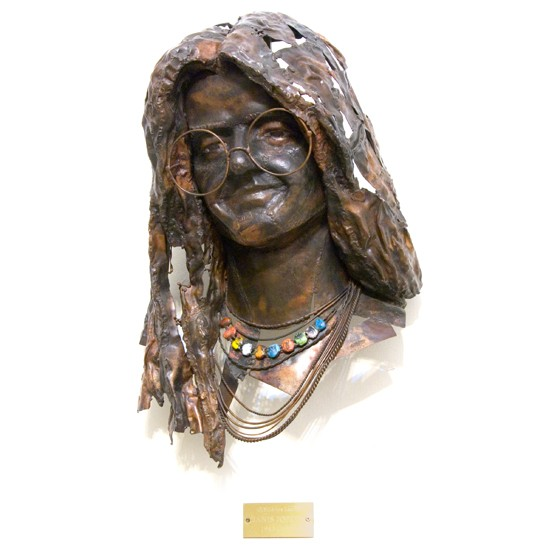
Janis Joplin-mellszobor, Szlávics László alkotása, Erkel Ferenc Általános Iskola, Budapest

## A mellszobor és a humor
A nagy dán-amerikai humorista, Victor Borge az egyik nagysikerű fellépése alkalmával azzal élcelődött, hogy Wolfgang Amadeus Mozart voltaképpen csak egy büszt (mellszobor), talán mert a közönség gyakran így láthatta őt, egy zongorára helyezve.